# Реј Чарлс
Реј Чарлс Робинсон (енгл. Ray Charles Robinson; Олбани, 23. септембар 1930 — Беверли Хилс, САД, 10. јун 2004), познатији по скраћеном имену Реј Чарлс, био је амерички текстописац, музичар и композитор. Колеге музичари и пријатељи звали су га "Brother Ray."
Током педесетих година 20. века, Чарлс је био један од зачетника Соул музичког стила, који је настао комбинацијом ритам и блуза, госпела и блуза. Највећи утицај на његову музику имали су тадашњи џез, блуз, ритам и блуз и кантри уметници, а неки од њих су Арт Татум, Нат Кинг Коул, Луј Џордан, Чарлс Браун и Луј Армстронг. Он је био пријатељ Квинси Џонса. Њихово пријатељство је трајало до краја Чарлсовог живота.
Френк Синатра је назвао Чарлса „јединим правим генијем у шоу бизнису“. Часопис Ролинг стоун сврстао га је 2004. на 10 место своје листе „100 највећих уметника свих времена“, и поново 2008. на друго место листе „100 највећих певача свих времена“.
Чарлсов хит из 1960. године „Georgia On My Mind” био је први од његова три хита број 1 у каријери на Билборду Хот 100. Његов албум из 1962. Modern Sounds In Country And Western Music постао је његов први албум који се нашао на врху списка Билбордов 200. Чарлс је имао неколико синглова који су достигли Топ 40 на разним Билборд листама: 44 на УС Р&Б листи синглова, 11 на Хот 100 листи синглова, 2 на листи синглова Хот Кантри.

## Младост и образовање
Реј Чарлс Робинсон је рођен 23. септембра 1930. године у Олбани, Џорџија. Он је био син Бејлија Робинсона, радника, и Арете (или Рете) Робинсон (рођене Вилијамс), праље, из Гринвила на Флориди.
Током Аретиног детињства, њена мајка је умрла. Отац није могао да се брине о њој. Бејли, човек са којим је њен отац радио, ју је примио. Породица Робинсон — Бејли, његова супруга Мери Џејн и његова мајка — неформално ју је усвојила, и Арета је узела презиме Робинсон. Неколико година касније, Бејли је затруднео 15-годишњу Арету. Током скандала који је уследио, напустила је Гринвил касно у лето 1930. да би била са породицом у Олбанију. Након рођења детета, Реја Чарлса, она и дете су се вратили у Гринвил. Арета и Бејлијева супруга, која је изгубила сина, тада су учествовали у Чарлсовом васпитању. Отац је напустио породицу, отишао је из Гринвила и оженио се другом женом на другом месту. До свог првог рођендана, Чарлс је имао брата Џорџа. Касније, нико није могао да се сети ко је био Џорџов отац.
Чарлс је био дубоко одан својој мајци и касније се присећао, како су упркос њеном лошем здрављу и невољама, њена упорност, самодовољност и понос су били светла водиље у његовом животу.
У својим раним годинама, Чарлс је испољио интересовање за механичке предмете и често би посматрао своје комшије како раде на својим аутомобилима и пољопривредним машинама. Његова музичка радозналост је била подстакнута у Ред Винг кафеу Вајлија Питмана, када је имао три године, где је Питман свирао буги вуги на старом усправном клавиру; Питман је касније научио Чарлса да свира клавир. Чарлс и његова мајка су увек били добродошли у Ред Винг кафеу, и чак су живели тамо када су били у финансијским невољама. Питман би се такође бринуо о Рејевом млађем брату Џорџу, да би умањио тегобе њихове мајке. Џорџ се случајно удавио у мајчиној кади за веш када је имао четири године.
Чарлс је почео да губи вид у својој четвртој или петој години, и био је слеп са седам година, вероватно као последица глаукома. Сиромашна, необразована и оплакујући губитак свог млађег сина, Арета Робинсон је искористила своје везе у локалној заједници да пронађе школу која би прихватила слепог афроамеричког ђака. Упркос свом првобитном протесту, Чарлс је похађао наставу у школи за глуве и слепе на Флориди у Сент Огастину од 1937. до 1945. године.
Чарлс је даље развио свој музички таленат у школи и учио је да свира класичну клавирску музику Баха, Моцарта и Бетовена. Његова учитељица, госпођа Лоренс, научила га је како да користи музику на Брајевој азбуци, што је тежак процес који захтева учење покрета леве руке читањем Брајевог писма десном руком и учење покрета десне руке читањем брајевог писма левом руком, а затим комбиновањем та два дела.
Чарлсова мајка умрла је у пролеће 1945. године, када је он имао 14 година. Њена смрт за њега је била шок; касније је рекао да су смрт његовог брата и мајке биле „две велике трагедије” његовог живота. Чарлс је одлучио да се не враћа у школу након сахране.

## Албуми
- Ray Charles 1957
- The Great Ray Charles 1957
- Yes Indeed! 1958
- Soul Brothers 1958
- Ray Charles at Newport 1959
- What'd I Say 1959
- The Genius of Ray Charles 1959
- The Original Ray Charles 1959
- The Fabulous Ray Charles 1959
- Ray Charles in Person 1960
- The Genius Hits the Road 1960
- The Genius Sings the Blues 1961
- Soul Meeting 1961
- The Genius After Hours 1961
- Dedicated to You 1961
- Ray Charles and Betty Carter 1961
- Genius + Soul = Jazz 1961
- Ray Charles Greatest Hits 1962
- Modern Sounds in Country and Western Music 1962
- Modern Sounds in Country and Western Music Volume Two 1962
- Ingredients in a Recipe for Soul 1963
- Sweet & Sour Tears 1964
- Have a Smile with Me 1964